# César Cielo
César Augusto Cielo Filho, né le 10 janvier 1987 à Santa Bárbara d'Oeste, est un nageur brésilien spécialiste des épreuves de nage libre.
Champion olympique du 50 m nage libre en 2008, il réalise le doublé 50-100 m aux championnats du monde 2009 à Rome avec un nouveau record du monde en 46 secondes 91 centièmes sur 100 m.
Il est le meilleur nageur brésilien de l'histoire, ayant obtenu trois médailles olympiques et six médailles d'or individuelles en championnat du monde et ayant battu trois records du monde : 20 s 91 au 50 m nage libre et 46 s 91 au 100 m nage libre en grand bassin, et 1 min 30 s 51 dans le relais 4 × 50 m 4 nages en petit bassin.

## Enfance
César Cielo est né à Santa Bárbara d'Oeste, São Paulo, Brésil. Fils du pédiatre César Cielo et de la professeure d'éducation physique Flávia Cielo, Cielo a commencé sa carrière sportive dans de petits clubs de natation de son État natal. En tant que jeune adolescent, Cielo s'est entraîné sous l'entraîneur Mario Francisco Sobrinho au Esporte Clube Barbarense, où sa mère enseignait la natation. À l'âge de 13 ans, Cielo a commencé à s'entraîner à Piracicaba au Clube de Campo de Piracicaba sous la direction de l'entraîneur Reinaldo Rosa. À 16 ans, il est transféré à Esporte Clube Pinheiros à São Paulo pour s'entraîner avec l'entraîneur Alberto Silva et la légende brésilienne de la natation Gustavo Borges. En cadeau à Esporte Clube Pinheiros, il a reçu le maillot de bain utilisé par Borges à Athènes 2004.
Cielo était un ami d'enfance d'André Schultz. Quand Cielo était enfant, son père a formé un groupe pour organiser et encourager la natation à Esporte Clube Barbarense. Werner Schultz, le père d'André Schultz, faisait également partie du groupe. Ils ont commencé à créer des compétitions et à emmener les garçons en voyage. À un moment donné, il y avait 500 personnes pratiquant la natation au club, dans une ville qui, près de 20 ans plus tard, compte moins de 200 000 habitants. Werner Schultz a construit une piscine avec deux couloirs olympiques dans la cour de sa maison, où Cielo entraînait. Depuis son enfance, Cielo ne supportait pas de perdre. Maria Schultz, mère d'André Schultz, a déclaré : « Il ne supportait pas de perdre. Plusieurs entraîneurs américains disent ceci : que les bons nageurs aiment gagner, et les exceptionnels ne se permettent pas de perdre. C'est le cas de Cesão ». Cielo était si avide de victoire que pendant les Jeux olympiques d'été de 1996, à neuf ans, il étudiait déjà sa principale référence, le russe Alexander Popov, à travers des vidéos, notant des détails comme son démarrages (sorties de bloc) et retournements.
Cielo a commencé à concourir en dos crawlé. Dans la région à l'époque, Guilherme Guido impose comme l'adversaire à battre. Guido a battu Cielo à plusieurs reprises en style libre, tandis que Cielo a remporté les épreuves de dos. Cependant, à un certain moment, Guido a commencé à perdre face à des adversaires de style libre et a commencé à participer à des épreuves de dos. Il a vaincu Cielo, qui a alors décidé de ne plus nager sur le dos. À 15 ans, Cielo a suivi une série d'entraînements en Floride, aux États-Unis, et est rentré chez lui, prêt à vaincre Guido. Lorsque Cielo et Guido ont été réunis dans un concours de 100 m nage libre, Guido a pris du retard et a perdu. Dès lors, Guido se concentre sur le dos, inversant les positions avec Cielo,.

## Carrière universitaire
En 2005, Cielo a reçu une bourse de Université d'Auburn aux États-Unis. Il a étudié le commerce international avec une spécialisation en espagnol. Là-bas, Cielo a concouru pour l'équipe de natation et de plongeon huit fois championne nationale NCAA Tigers d'Auburn. À Auburn, il a été entraîné par Brett Hawke, un nageur finaliste olympique australien aux  Athènes. Hawke a aidé Cielo dans ses derniers mois de préparation pour les Jeux olympiques d'été de 2008 à Pékin. Cielo a également été encadré par le spécialiste des courtes distances Fernando Scherer en 2008. À Auburn, le contrat de bourse de Cielo était très strict, lui interdisant de boire de l'alcool ou d'emmener des copines en soirée.
Cielo détenait le record de la NCAA et de l'US Open pour le style libre de 50 verges, établi lors des championnats de natation et de plongeon de la division 1 de la NCAA en 2008. À Auburn, Cielo a remporté six épreuves de championnat national, dont le balayage des championnats de 50 et 100 m libre en 2007. Cielo a renoncé à sa quatrième et dernière année d'admissibilité à la NCAA pour devenir nageur professionnel.
Ainsi, après un premier doublé en 2007, César Cielo remporte de nouveau les 50 et 100 yards nage libre aux championnats NCAA de 2008. Premier nageur à réaliser une telle performance depuis Matt Biondi en 1986-1987, le Brésilien réalise à chaque fois de nouveaux records du monde en yards. Sur 100 yards nage libre, Cielo devient ainsi le premier homme à descendre sous les 41 secondes en 40 s 92.

## Carrière internationale

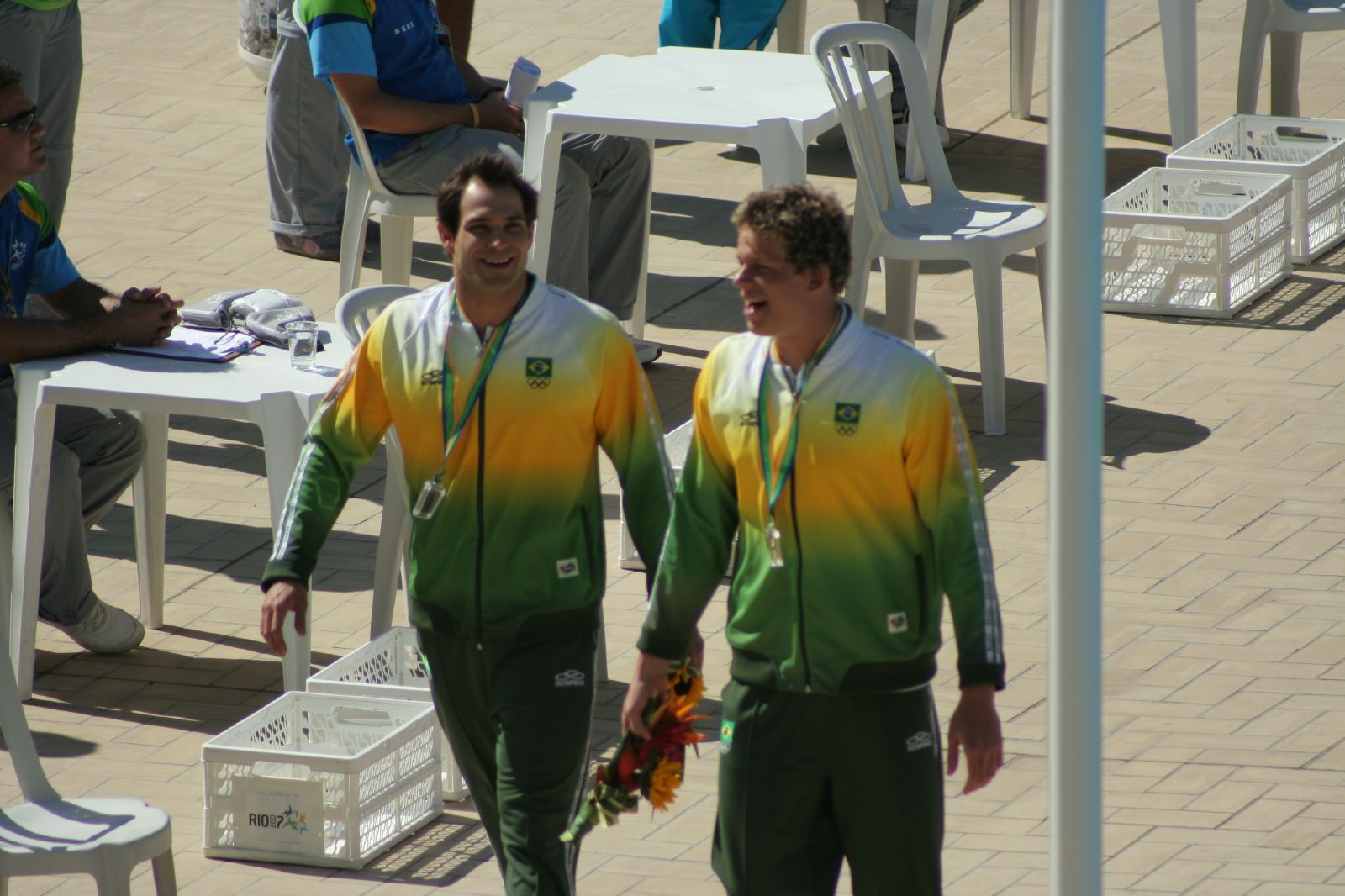
Nicholas Santos et Cielo aux Jeux panaméricains de 2007 à Rio de Janeiro

### Championnats de natation en petit bassin 2004
Cielo a participé à son premier grand tournoi international, les Championnats du monde de natation en petit bassin 2004, dans la ville d'Indianapolis, en octobre 2004. À l'âge de 17 ans, il a remporté la médaille d'argent en l'épreuve 4×100 mètres nage libre. Dans une équipe avec Guilherme Guido, Kaio Almeida et Eduardo Fischer, il a terminé 4e du 4×100 mètres quatre nages, battant le record sud-américain avec un temps de 3:33.02. Il a également terminé 6e au 100 mètres nage libre, 10e au 50 mètres nage libre et 19e au 50 mètres dos,,,,.

### 2006–2008
Cielo a participé aux Championnats du monde de natation en petit bassin 2006 à Shanghai, où il a terminé 5e du 100 mètres nage libre (à seulement 17 centièmes de seconde de remporter une médaille) et des épreuves 4 × 100 mètres nage libre. Il a également participé au 4 × 200 mètres nage libre, où il a battu le record sud-américain avec un temps de 7:06:09, aux côtés de Rodrigo Castro, Thiago Pereira et Lucas Salatta. En décembre, il commence à se faire remarquer sur la scène nationale, en battant le record sud-américain de Fernando Scherer au 100 mètres nage libre (48,69 secondes) qui tenait depuis 1998. Le temps de Cielo est de 48,61 secondes, battant le record de 0,08 seconde. À ce moment-là, Cielo's était le quatrième meilleur temps du classement mondial 2006,,,,.
Par la suite, Cielo est allé aux Championnats pan-pacifiques 2006 à Victoria, en Colombie-Britannique, au Canada, où il a terminé 6e au 50 mètres nage libre, 7e au 100 mètres nage libre, 7e au 4 × 100 mètres quatre nages, et a été disqualifié au 4×100 mètres nage libre,,.
Cielo a été finaliste aux Championnats du monde de natation 2007 à Melbourne, au 100 mètres nage libre (4e place, à seulement 4 centièmes derrière Eamon Sullivan, le médaillé de bronze, et 8 centièmes derrière les médaillés d'or Filippo Magnini et Brent Hayden), 50 mètres nage libre (6e) et 4 × 100 mètres nage libre (8e). Il a également pris la 9e place au 4×100 mètres quatre nages. A cette époque, Cielo s'était imposé comme le sprinteur brésilien le plus rapide, en battant le record sud-américain de Fernando Scherer au 50 mètres nage libre. Dans la demi-finale de cette épreuve, Cielo a nagé pendant 22,09 secondes, améliorant le temps de Fernando Scherer, d'août 1998, de neuf centièmes de seconde. Il a également battu son record sud-américain du 100 mètres nage libre, avec un temps de 48,51 secondes, et le record sud-américain du 4 × 100 mètres nage libre, avec un temps de 3: 17,03, dans une équipe avec Thiago Pereira, Nicolas Oliveira et Rodrigo Castro,,,,,,,.
Aux Jeux panaméricains de 2007 à Rio de Janeiro, Cielo a remporté trois médailles d'or au 50 mètres, 100 mètres et 4 × 100 mètres nage libre, et une médaille d'argent au 4 × 100 mètres quatre nages. Au 50 mètres nage libre, il a remporté l'épreuve avec un temps de 21,84 secondes, battant le record des Jeux panaméricains et devenant le premier nageur d'Amérique du Sud à le nager en moins de 22 secondes. Cielo a commencé à se rapprocher du record du monde du 50 mètres nage libre, un temps de 21,64 secondes, qui appartenait à l'époque au légendaire nageur Alexander Popov. Il a également battu le record des Jeux panaméricains et sud-américain au 4 × 100 mètres nage libre, avec un temps de 3: 15,90, avec Fernando Silva, Eduardo Deboni et Nicolas Oliveira. Au 100 mètres nage libre, il a battu le record des Jeux panaméricains avec son temps de 48,79 secondes, et au 4 × 100 mètres quatre nages, il a battu le record sud-américain avec un temps de 3: 35,81, avec Thiago Pereira, Henrique Barbosa et Kaio Almeida,,,,.
En novembre 2007, au Grand Prix d'Italie, Cielo a battu le record sud-américain en petit bassin du 100 mètres nage libre, avec un temps de 47,00 secondes.
En février 2008, au Grand Prix du Missouri, Cielo améliore son record sud-américain au 100 mètres nage libre, avec un temps de 48,49 secondes. En avril, au Grand Prix de l'Ohio, il bat à nouveau le record, avec un temps de 48,34 secondes, battant également Michael Phelps,.
Un mois avant les Jeux olympiques, en juillet 2008, il a battu son record sud-américain du 50 mètres nage libre, avec un temps de 21,75 secondes.

### Jeux olympiques de 2008
Par la suite, Cielo s'est rendu aux Jeux olympiques d'été de 2008 à Pékin, où il a battu le record des Amériques dans les qualificatifs 4 × 100 mètres nage libre, avec un temps de 47,91 secondes. Bien que l'équipe brésilienne ait été disqualifiée, le record de Cielo a été maintenu. Au 100 mètres libre, Cielo s'est qualifié pour la finale, prenant la huitième place dans les qualificatifs, avec un temps de 48,07 secondes. Cielo a excellé au début de la première demi-finale, faisant son tour à la deuxième place, à 22,62 secondes, mais terminant cinquième. En finale, Cielo a adopté une tactique différente, tournant troisième, plus lent (22,74 secondes) qu'en demi-finale, et économisant de l'énergie pour l'arrivée, ce qui lui a permis de remporter la médaille de bronze et de battre le record sud-américain avec un temps de 47,67 secondes. (à égalité avec le nageur américain Jason Lezak). Alain Bernard a remporté la médaille d'or et Eamon Sullivan a remporté l'argent. Peu de temps après avoir remporté la médaille de bronze, Cielo a fait une déclaration à la presse brésilienne, déclarant catégoriquement : "Maintenant, je vais gagner le 50 m". Dans l'épreuve de 50 mètres nage libre, Cielo a établi le record olympique, qu'Alexander Popov avait établi aux Jeux olympiques d'été de 1992, pendant les qualificatifs (21,47 secondes, égalant le record des Amériques de Garrett Weber-Gale) et en demi-finale (21,34 secondes). Il l'a encore abaissé en finale, battant à nouveau le record olympique avec un temps de 21,30 secondes, remportant la médaille d'or et ratant le record du monde de 0,02 seconde. Avec cela, il est devenu le premier champion olympique brésilien de natation. Jusqu'à l'or olympique de Cielo, le meilleur résultat olympique brésilien en natation avait été obtenu par Ricardo Prado, qui a remporté la médaille d'argent au 400 mètres quatre nages individuel aux Jeux olympiques d'été de 1984, et auparavant Gustavo Borges, qui a remporté la médaille d'argent au 100- mètre libre aux Jeux olympiques d'été de 1992 et au 200 mètres nage libre aux Jeux olympiques d'été de 1996,,,,,,.

### 2008-2012

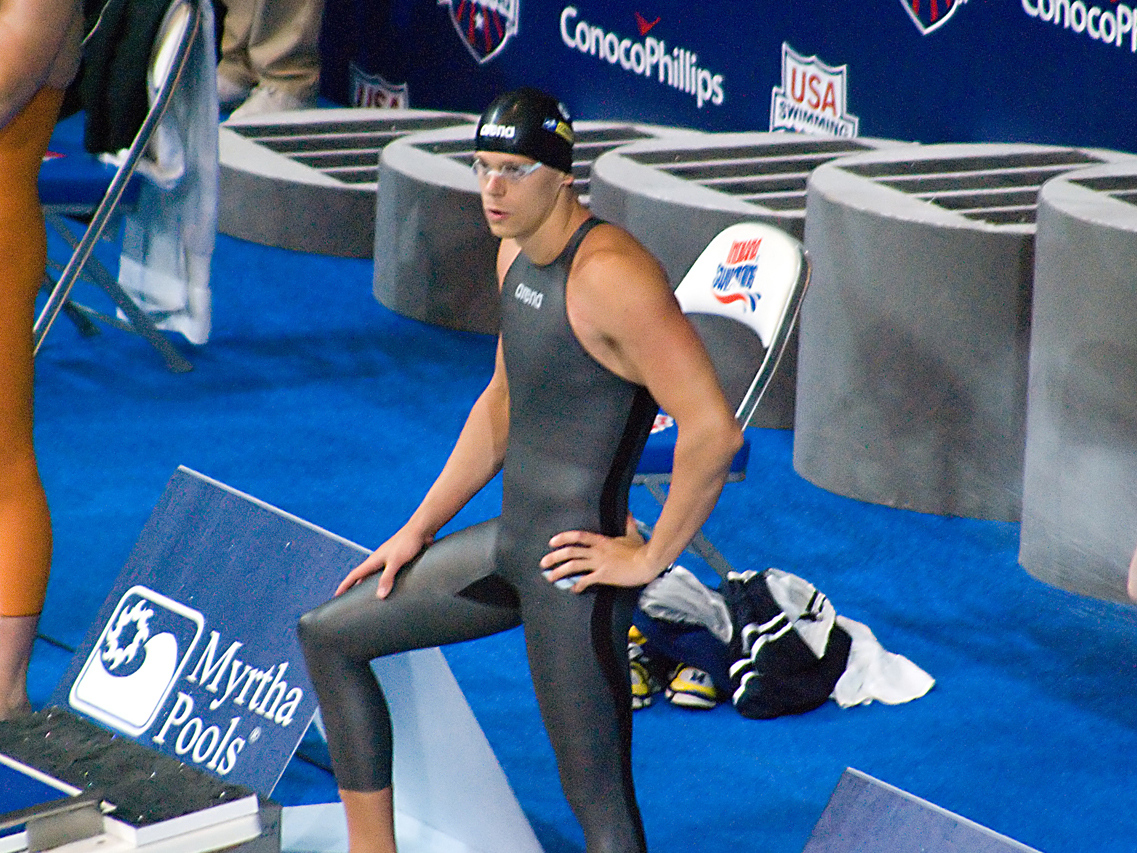
Cielo aux Championnats nationaux américains 2009 à Indianapolis.

Après les Jeux olympiques, en octobre, lors de la première étape de la Coupe du monde de natation FINA 2008, qui s'est tenue à Belo Horizonte, au Brésil, Cielo a égalé le record sud-américain en petit bassin au 50 mètres nage libre, avec un temps de 21,32 secondes.
Cielo s'est entraîné à l'Esporte Clube Pinheiros jusqu'en 2009. Il a travaillé avec l'entraîneur Albertinho à Pinheiros de 16 à 18 ans. En mai 2009, Cielo a battu le record sud-américain du 50 mètres papillon, mais le record n'a duré que quelques minutes. Cielo a réalisé un temps de 23,49 secondes en compétition pour le Trophée Maria Lenk mais, dans la manche suivante, Guilherme Roth a nagé un temps de 23,46 secondes et a établi un nouveau record continental. En finale, Cielo a regagné le record avec un temps de 23,42 secondes. Dans la même compétition, il a battu le record sud-américain du 100 mètres nage libre, avec un temps de 47,60 secondes,,.
Aux Essais du Championnat américain de 2009 à Indianapolis, Cielo a nagé un temps de 21,14 secondes dans la finale B du 50 mètres nage libre (la finale A était réservée aux Américains). Son temps a été le temps le plus rapide parmi tous les concurrents et a établi un nouveau record des Amériques. C'est aussi le 2e meilleur temps de l'histoire de l'épreuve, à 0,20 seconde du record du monde de son ancien partenaire d'entraînement Frédérick Bousquet,.

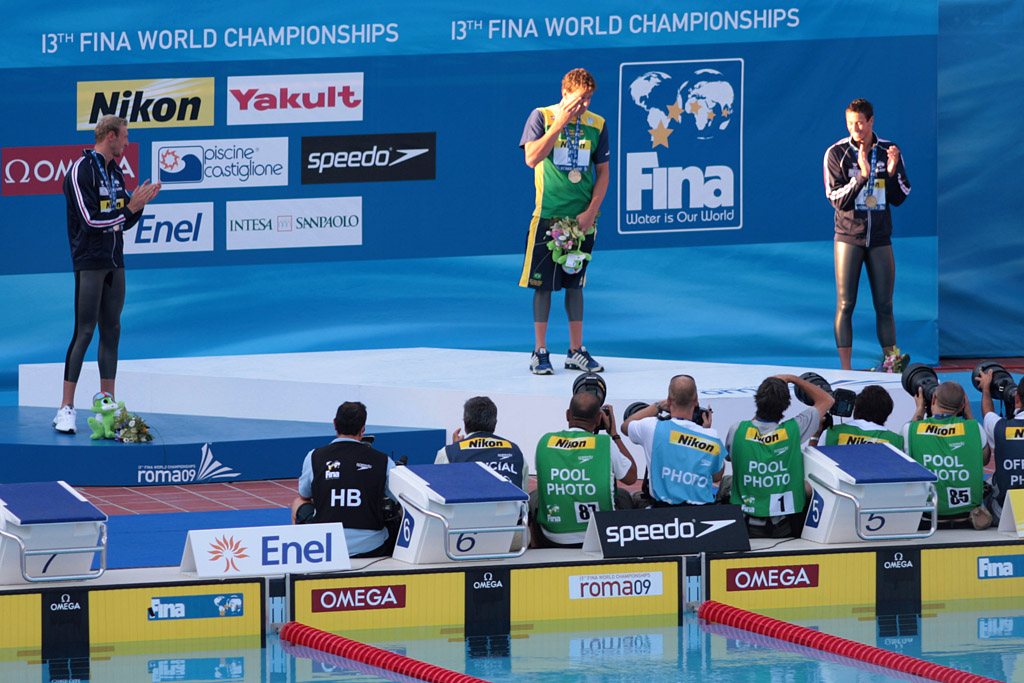
Cielo a battu le record du monde du 100 mètres nage libre aux Championnats du monde de natation 2009 à Rome.

Aux Championnats du monde de natation 2009 à Rome, Cielo a mené l'équipe brésilienne de relais 4 × 100 mètres nage libre à une 4e place, avec Nicolas Oliveira, Guilherme Roth et Fernando Silva. Dans cette épreuve, il a ouvert avec un temps de 47,39 secondes dans les qualificatifs (un record sud-américain et du championnat) et un temps de 47,09 secondes dans la finale, à seulement 0,04 seconde de battre le record du monde d'Eamon Sullivan et de remporter le deuxième meilleur temps en l'histoire du 100 mètres nage libre. Dans la finale du 100 mètres nage libre, le nageur brésilien a remporté la médaille d'or, battant le champion olympique Alain Bernard et battant le record du monde avec un temps de 46,91 secondes, entrant dans le panthéon sélect des nageurs qui ont remporté une médaille d'or olympique, un championnat du monde l'or et un record du monde. Dans la finale du 50 mètres nage libre, Cielo a battu le détenteur du record du monde Frédérick Bousquet et a remporté la médaille d'or avec un temps de 21,08 secondes, battant le record de la compétition et le record des Amériques. Cielo est devenu le troisième nageur à réaliser cet exploit en un seul championnat du monde, après Anthony Ervin et Alexander Popov. Popov, Ervin et Cielo ont chacun remporté successivement des médailles d'or aux Jeux olympiques et aux Championnats du monde au 50 mètres nage libre. Lorsqu'il a terminé le 4 × 100 mètres quatre nages, un concours où les quatre premiers relais de la course ont battu le record du monde américain des Jeux olympiques d'été de 2008, Cielo a mené le Brésil à la quatrième place, avec Guilherme Guido, Henrique Barbosa et Gabriel Mangabeira, très près de remporter les médailles de bronze et d'argent de l'événement. Ses deux médailles d'or aux Championnats du monde ont conduit le Brésil à la meilleure performance de l'histoire de la compétition,,,,,,,,.
Cielo est devenu le sixième Brésilien à établir un record du monde en grand bassin, après Maria Lenk, Manuel dos Santos, José Fiolo, Ricardo Prado et Felipe França. C'était le 13e record du monde réalisé par un nageur brésilien,.
Le 18 décembre 2009, à São Paulo, Cielo a battu le record du monde du 50 mètres nage libre, avec un temps de 20,91 secondes, lors d'un championnat organisé à l'Esporte Clube Pinheiros, son club au Brésil et où il s'entraînait depuis 2003. Il était le dernier événement officiel permettant l'utilisation de super-costumes au Brésil. Un jour plus tard, il a établi le meilleur temps du monde, 1: 26,12, au 4 × 50 mètres nage libre. Le temps n'a pas été considéré comme un record du monde car cet événement ne fait pas partie des Jeux olympiques et des championnats du monde,.
Le 27 juin 2010, Cielo est devenu le premier nageur au monde à battre le record du monde d'Alexander Popov au 50 mètres nage libre, sans l'aide de maillots de bain technologiques. Il a obtenu un temps de 21,55 secondes, ne portant que des shorts, et a remporté l'Open de Paris.
Aux Championnats pan-pacifiques 2010 à Irvine, en Californie, le Brésilien a commencé par remporter une médaille d'or au 50 mètres papillon, battant le record du championnat. Il espérait également remporter l'or au 50 mètres et au 100 mètres nage libre, mais s'est contenté de l'argent au 50 mètres nage libre et du bronze au 100 mètres nage libre. Interrogé après le concours, Cielo a déclaré qu'il aurait pu y avoir une faille dans son programme d'entraînement, entraînant un manque d'endurance,,,,.
En septembre 2010, au Trophée Jose Finkel, Cielo a battu à deux reprises le record sud-américain en petit bassin du 100 mètres nage libre: d'abord avec un temps de 46,13 secondes en demi-finale, puis à nouveau avec 45,87 secondes en finale,.
Aux Championnats du monde de natation en petit bassin 2010 à Dubaï, Cielo, avec Nicholas Santos, Nicolas Oliveira et Marcelo Chierighini, a remporté la médaille de bronze au 4 × 100 mètres nage libre, avec un temps de 3: 05,74, établissant un Sud  américain Record et laissant derrière lui l'équipe américaine. Au 50 mètres nage libre, Cielo a battu à deux reprises le record des Amériques, gagnant 20,61 secondes dans les qualificatifs et remportant la médaille d'or avec un temps de 20,51 secondes, un nouveau record des Amériques et du Championnat, à seulement 0,21 seconde plus lent que le record du monde de Roland Schoeman (Schoeman a battu le record du monde en utilisant la technologie de super-vêtements en 2009, alors que c'était encore autorisé, tandis que Cielo a fait son temps sans super-vêtements). Son temps est devenu le troisième plus rapide jamais réalisé dans l'événement, et un record du monde en vêtements normaux. Au 100 mètres nage libre, Cielo a également remporté la médaille d'or avec un temps de 45,74 secondes, un record sud-américain et du championnat. Avec cela, Cielo, à 23 ans, a réussi à unifier les titres mondiaux des deux épreuves : le 50 mètres et le 100 mètres nage libre en grand et petit bassin. Complétant sa participation aux Mondiaux en petit bassin, Cielo a mené l'équipe brésilienne de relais quatre nages 4 × 100 mètres composée de Guilherme Guido, Felipe França Silva et Kaio de Almeida pour remporter la médaille de bronze. L'équipe a battu le record sud-américain avec un temps de 3:23.12,,,,,,,,.
En mai 2011, Cielo a été testé positif au furosémide, une substance interdite. Le furosémide est un diurétique souvent utilisé pour aider à perdre du poids, mais c'est aussi un agent masquant qui peut masquer la présence d'autres médicaments. Cielo était l'un des quatre nageurs brésiliens à avoir été testé positif à la substance et a reçu un avertissement de la fédération nationale de natation du Brésil. Cielo a affirmé que le test de dépistage de drogue positif était le résultat d'une contamination croisée. La FINA a fait appel du cas de Cielo devant le Tribunal arbitral du sport (TAS) et le TAS a confirmé l'avertissement de Cielo. CAS a affirmé qu'un supplément de caféine avait été contaminé, provoquant l'échec du test de dépistage de drogue. CAS était convaincu que le furosémide découvert ne visait pas à améliorer les performances sportives ou à masquer l'utilisation d'une autre substance améliorant les performances. La décision du TAS a permis à Cielo de participer aux Championnats du monde aquatiques 2011 à Shanghai, car il a été autorisé à concourir trois jours avant le début de la compétition,,.
Aux championnats du monde de natation 2011 à Shanghai, Cielo a remporté la médaille d'or au 50 mètres papillon avec un temps de 23,10 secondes. Quelques jours plus tard, dans la même compétition, Cielo a remporté une deuxième médaille d'or au 50 mètres nage libre. Au 100 mètres nage libre, Cielo a réalisé un temps de 48,01 secondes, le meilleur temps de sa vie sans l'utilisation de maillots de bain technologiques, mais a terminé en quatrième position, à un centième de seconde de remporter une médaille de bronze et à six centièmes. de l'argent. Le vainqueur du 100 mètres nage libre est James Magnussen, un Australien qui a surpris le monde quelques jours plus tôt avec son temps de 47,49 secondes au 4×100 mètres nage libre,,,,,.
Aux Jeux panaméricains de 2011 à Guadalajara, Cielo a remporté quatre médailles d'or : aux 50 et 100 mètres nage libre et au relais 4 × 100 mètres nage libre et quatre nages. Il a battu le record panaméricain du 50 mètres nage libre (21,58 secondes), du 100 mètres nage libre (47,84 secondes) et du 4 × 100 mètres nage libre (3:14,65). Son point culminant de la compétition a été son temps de 47,84 secondes au 100 mètres nage libre, le meilleur temps de sa vie sans l'utilisation d'un maillot de bain technologique,,,,.
Le 25 avril 2012, participant au Trophée Maria Lenk à Rio de Janeiro, Cielo a terminé la course de 50 mètres nage libre en 21,38 secondes, remportant le meilleur temps de l'année dans l'épreuve et se rapprochant du meilleur temps de l'histoire de l'épreuve. sans utiliser de super-costumes (21,36 secondes réalisées par Frédérick Bousquet). Un jour plus tard, il a battu le record des Amériques du 50 mètres papillon, avec un temps de 22,76 secondes battant le record précédent, 22,87 secondes établi par Nicholas Santos. C'était un record du monde en vêtements normaux,,,,.

### Jeux olympiques de 2012

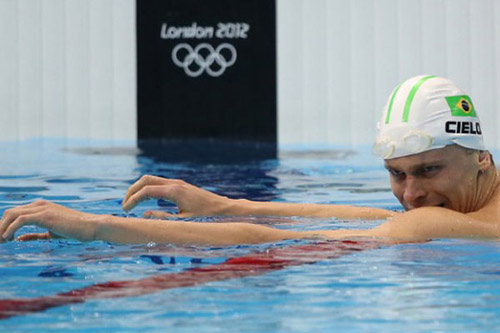
Cielo aux Jeux olympiques d'été de 2012.

Aux Jeux olympiques d'été de 2012 à Londres, Cielo a terminé 6e du 100 mètres nage libre, avec un temps de 47,92 secondes. L'or est allé à Nathan Adrian (47,52 secondes), suivi de James Magnussen (47,53 secondes) et Brent Hayden (47,80 secondes). À la marque des 50 mètres, Cielo a réalisé le temps de passage le plus rapide avec un temps de 22,60 secondes. Au 50 mètres libre, où Cielo était le favori pour remporter l'or, il s'est classé premier en demi-finale, à égalité avec Cullen Jones, avec un temps de 21,54 secondes. Mais en finale, il a terminé avec un moins bon temps qu'en demi-finale, mais a réussi à décrocher sa troisième médaille olympique, une médaille de bronze, avec un temps de 21,59 secondes. Le record olympique de Cielo de 21,30 secondes établi en 2008 est toujours détenu,.

### 2012-2016
Le 20 août, au Trophée Jose Finkel à São Paulo, Cielo a battu le record sud-américain en petit bassin du 4 × 50 mètres nage libre, avec un temps de 1: 25,28.
À la fin du 2012, Cielo a subi une opération aux deux genoux. Depuis 2007, le Brésilien souffrait d'une tendinopathie rotulienne aux deux genoux. Cielo souffrait constamment et la blessure a commencé à nuire à son entraînement et à ses performances. Le nadir était aux Jeux olympiques de Londres en 2012, où Cielo avait déjà du mal au départ. En septembre, il a été opéré du tendon rotulien. « Il avait une usure chronique du tendon rotulien, ce qui a généré un processus inflammatoire qui l'a beaucoup gêné. A Londres, Cielo a perdu une grande partie des muscles des jambes à cause de ce processus inflammatoire. Il en est venu à perdre deux pouces de circonférence sur chaque jambe pendant une période de dix jours. Comme le genou enflammé, il a perdu la qualité de sortie. Une sortie qui était autrefois la meilleure au monde a fini par ressembler à celle de leurs adversaires », a déclaré Gustavo Magliocca, le médecin de Cielo,.
La nouvelle direction de Flamengo, élue en 2012, a décidé de ne pas suivre les plans d'Amorim, et Cielo a quitté le club en 2013. En février 2013, l'Américain Scott Goodrich a repris la formation de Cielo. Sous contrat jusqu'à fin 2016, Albertinho était le prochain entraîneur-chef du groupe,.
En avril 2013, Cielo confirme sa place aux Championnats du monde de natation 2013, à Barcelone, au 50 mètres nage libre, avec le deuxième meilleur temps mondial de l'année : 21,57 secondes. Il s'est également qualifié pour le 50 mètres papillon. En raison de son opération aux deux genoux, Cielo n'a pas participé au 100 mètres nage libre et aux relais brésiliens. Dans la compétition, Cielo est devenu double champion du monde du 50 mètres papillon. Les demi-finales ont été l'étape la plus solide de la course, avec cinq nageurs réalisant des temps inférieurs à 23 secondes. Cielo est allé à la finale à la deuxième place avec un temps de 22,86 secondes, derrière son compatriote Nicholas Santos. En finale, la performance des athlètes n'a pas été la même, mais Cielo a fait preuve de plus de constance et a remporté la médaille d'or avec un temps de 23,01 secondes. Au 50 mètres libre, Cielo a atteint la finale avec le troisième temps le plus rapide, 21,60 secondes, à égalité avec Nathan Adrian. Florent Manaudou et Anthony Ervin se sont qualifiés pour la finale en tant que favoris, avec des temps forts de 21,37 et 21,42 secondes respectivement, lors de la deuxième demi-finale. Mais, dans une finale de haut niveau technique où s'affrontaient trois champions olympiques (Manaudou, Cielo et Ervin), Cielo a réalisé le meilleur temps de sa vie sans combinaison high-tech (et un meilleur temps mondial non officiel nagé en textile) , 21,32 secondes, devenant ainsi le premier triple champion du monde de l'épreuve. Manaudou et Ervin ne sont même pas montés sur le podium. C'était la sixième médaille d'or de Cielo dans des épreuves individuelles aux Championnats du monde. Avec ce résultat, Cielo a vaincu Alexander Popov et est devenu le sprinter avec le plus de médailles d'or individuelles dans l'histoire du Championnat du monde. Seuls quatre nageurs masculins ont remporté plus de médailles d'or individuelles aux Championnats du monde que Cielo : Aaron Peirsol (7), Grant Hackett (7), Ryan Lochte (9) et Michael Phelps (15). Concernant sa médaille d'or au 50 mètres nage libre, Cielo a assuré à ses fans qu'il s'agissait de la médaille d'or la plus importante de sa carrière, déclarant aux Championnats du monde : "C'était certainement différent de tous les autres. Chaque médaille a un sentiment différent. C'était "le plus spécial de ma vie. De Londres, tout ce que j'avais à surmonter... c'était très excitant". Les résultats de Cielo ont été considérés comme un "rachat", en raison des faibles attentes à l'entrée des Championnats du monde 2013 en raison de la période troublée qui a suivi les Jeux olympiques de Londres, lorsqu'il a subi une opération aux deux genoux, a quitté son club et a changé d'entraîneur,,,,,.
Le 23 avril 2014, participant à la compétition du Trophée Maria Lenk à São Paulo, Cielo a terminé la course de 50 mètres nage libre en 21,39 secondes, remportant le meilleur temps de l'année dans l'épreuve. Deux jours plus tard, il a remporté le 50 mètres papillon avec un temps de 23,01, également un record mondial. Le 26 avril, il a remporté le 100 mètres nage libre avec un temps de 48,13, troisième au classement mondial derrière seulement James Magnussen (47,59) et Cameron McEvoy (47,65),,.
Le 3 septembre 2014, participant à la compétition du Trophée José Finkel (petit bassin) à Guaratinguetá , Cielo a terminé la course de 50 mètres nage libre en 20,68 secondes, remportant le meilleur temps de l'année dans l'épreuve. Trois jours plus tard, il a remporté le 100 mètres nage libre avec un temps de 46,08, également un temps record mondial. Le 5 septembre, il a terminé deuxième du 50 mètres papillon avec un temps de 22,46, troisième au classement mondial derrière seulement Chad Le Clos et Nicholas Santos,,.
Aux Championnats du monde de natation en petit bassin 2014 à Doha, au Qatar, Cielo a remporté trois médailles d'or et deux de bronze, dans la meilleure participation brésilienne de tous les temps, où le pays a remporté la compétition pour la première fois. Dans le relais 4 × 50 mètres quatre nages masculin, formé par Cielo, Felipe França, Nicholas Santos et Guilherme Guido, considéré comme la Dream Team par Cielo lui-même (formé uniquement par des médaillés ou des champions du monde dans leurs épreuves individuelles respectives), le Brésil a remporté le l'or pulvérise le record du monde avec un temps de 1:30.51. Au 50 mètres nage libre masculin, Cielo est allé à la finale à la première place avec un temps de 20,80 secondes, mais dans la finale, il a eu des problèmes avec son départ et au virage, terminant avec un temps de 20,88 et obtenant le bronze. Son rival, le Français Florent Manaudou, a remporté l'or en battant le record du monde. Cielo a également aidé le relais brésilien 4 × 50 mètres nage libre mixte (formé par Cielo, João de Lucca, Etiene Medeiros et Larissa Oliveira) à remporter la médaille de bronze, battant le record sud-américain avec un temps de 1:29.17, seulement 4 centièmes plus lent. que la Russie, qui a remporté la médaille d'argent. Dans cette course, Cielo a débuté avec un temps de 20,65, montrant qu'il aurait pu faire un meilleur temps dans la finale du 50 mètres libre. Le dernier jour de la compétition, Cielo a remporté le match revanche contre Manaudou, au 100 mètres nage libre masculin, où Manaudou était également favori, mais a été battu par Cielo, qui a remporté la médaille d'or avec un temps de 45,75. Cielo a également clos la compétition en beauté, menant le quatuor brésilien à une médaille d'or sans précédent dans le traditionnel relais v100 mètres quatre nages masculin, avec un temps de 3: 21,14, record sud-américain. Cielo a pris le relais à la quatrième place et a dépassé tout le monde avec un temps intermédiaire incroyable de 44,67,,,,,.

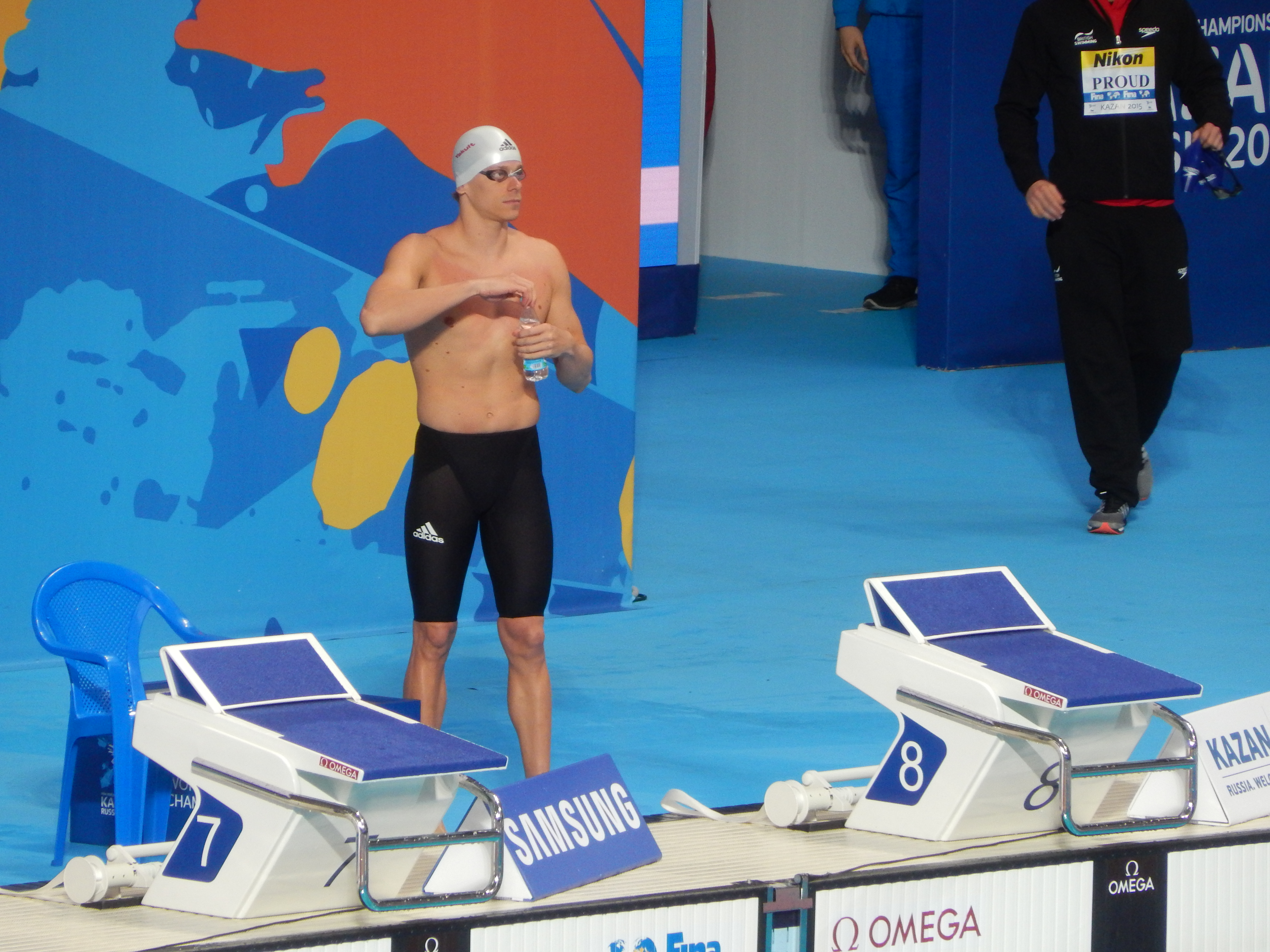
Cielo dans la finale du 50 mètres papillon aux Championnats du monde de natation 2015.

Cielo n'a pas participé aux Jeux panaméricains de 2015 à Toronto, Ontario, Canada, ciblant les championnats du monde, qui auraient lieu après quelques jours. Aux Championnats du monde de natation 2015 à Kazan, le Brésil a terminé 4e du 4 × 100 mètres nage libre masculin, dans un relais composé de Bruno Fratus, Marcelo Chierighini, Matheus Santana et João de Lucca. César Cielo n'a pas nagé dans la finale - bien qu'il ait participé au championnat, il souffrait de douleurs à l'épaule. Selon le médecin de la Confédération brésilienne des sports aquatiques (CBDA), Gustavo Magliocca, Cielo souffrait d'une inflammation du tendon sus-épineux. La blessure est considérée comme courante chez les athlètes et était traitée par physiothérapie. En raison du problème, au 50 mètres papillon masculin, Cielo a eu du mal pendant les qualificatifs et les demi-finales, mais a chuté à la 6e place de la finale. Le 5 août, Cielo a quitté la compétition en raison de l'aggravation de sa blessure,,,.
En avril 2016, lors du trophée Maria Lenk, organisé à Rio de Janeiro, Cielo n'a pas réussi à se qualifier pour les Jeux olympiques d'été de 2016. Au 100 mètres libre, Cielo a nagé 48,97 dans les séries et a choisi de ne pas participer à la finale. Ainsi, Cielo a terminé avec la septième fois au Brésil et était officiellement hors du 4 × 100 libre. Au 50 mètres libre, Cielo a remporté les qualificatifs avec 21,99, restant temporairement avec le deuxième poste vacant du Brésil. Cependant, dans la finale, Ítalo Duarte a terminé deuxième, avec un temps de 21,82. Cielo a terminé troisième, avec un temps de 21,91. Les vacances olympiques du Brésil étaient avec Bruno Fratus et Ítalo Duarte,.

### 2017-2018
Aux Championnats du monde de natation 2017 à Budapest, dans le relais 4 × 100 mètres nage libre, l'équipe brésilienne composée de Cielo, Bruno Fratus, Marcelo Chierighini et Gabriel Santos a obtenu un résultat historique en remportant la médaille d'argent, le meilleur résultat brésilien de tous. équipe aux championnats du monde dans cette course. Le Brésil a battu le record sud-américain de 2009, toujours à l'ère des super-costumes, avec un temps de 3:10.34, à seulement 0.28 de l'équipe américaine. La dernière médaille du Brésil dans cette course, aux Mondiaux, avait été obtenue en 1994. Il avait également terminé 8e du 50 mètres nage libre,,,.
Aux Championnats du monde de natation en petit bassin 2018 à Hangzhou, en Chine, Cielo, avec Marcelo Chierighini, Matheus Santana et Breno Correia, a remporté la médaille de bronze au relais 4 × 100 mètres nage libre, avec un temps de 3: 05.15 , établissant un record sud-américain. Avec cela, Cielo est devenu l'athlète brésilien avec le plus de médailles aux championnats du monde dans tous les sports, dépassant le marin Robert Scheidt (18 médailles contre 17 du marin). Il a remporté une autre médaille de bronze au relais quatre nages masculin 4 × 50 mètres, avec Guilherme Guido, Felipe Lima et Nicholas Santos. Il a également terminé 5e du relais mixte 4 × 50 mètres nage libre et 7e du 50 mètres nage libre. Il a choisi de ne pas nager le 100 mètres nage libre,.
Début 2021, Cielo a exclu de tenter une place aux Jeux olympiques de Tokyo, annonçant un objectif inhabituel dans la vie d'un athlète : ne jamais se retirer. Il a déclaré qu'il continuerait à participer à des compétitions plus petites : "Aujourd'hui, les Jeux olympiques ne sont pas le centre de ma vie". Cielo a décidé de changer la soi-disant « transition de carrière » pour une option dans laquelle il peut concilier plusieurs carrières en même temps. "Vraiment, pour moi, cela n'a jamais eu de sens d'abandonner 25 ans d'expérience que j'ai dans une entreprise et de passer à une autre entreprise totalement différente. Aujourd'hui, je le prends pour acquis. » Cielo concilie la natation avec ses projets commerciaux et ses actions sociales.
En juin 2021, il confirme sa participation en tant que commentateur pour TV Globo et SportTV pour les Jeux de Tokyo.
En 2023, Cielo a été intronisé au International Swimming Hall of Fame.

## Palmarès

### Jeux olympiques
| Édition      | Épreuve         | Épreuve          | Épreuve              | Épreuve                |
| Édition      | 50 m nage libre | 100 m nage libre | 4 × 100 m nage libre | 4 × 100 m quatre nages |
| Pékin 2008   | Or 21 s 30 (RO) | Bronze 47 s 67   |                      |                        |
| Londres 2012 | Bronze 21 s 59  | 6e 47 s 92       | 15e des séries       |                        |

### Championnats du monde

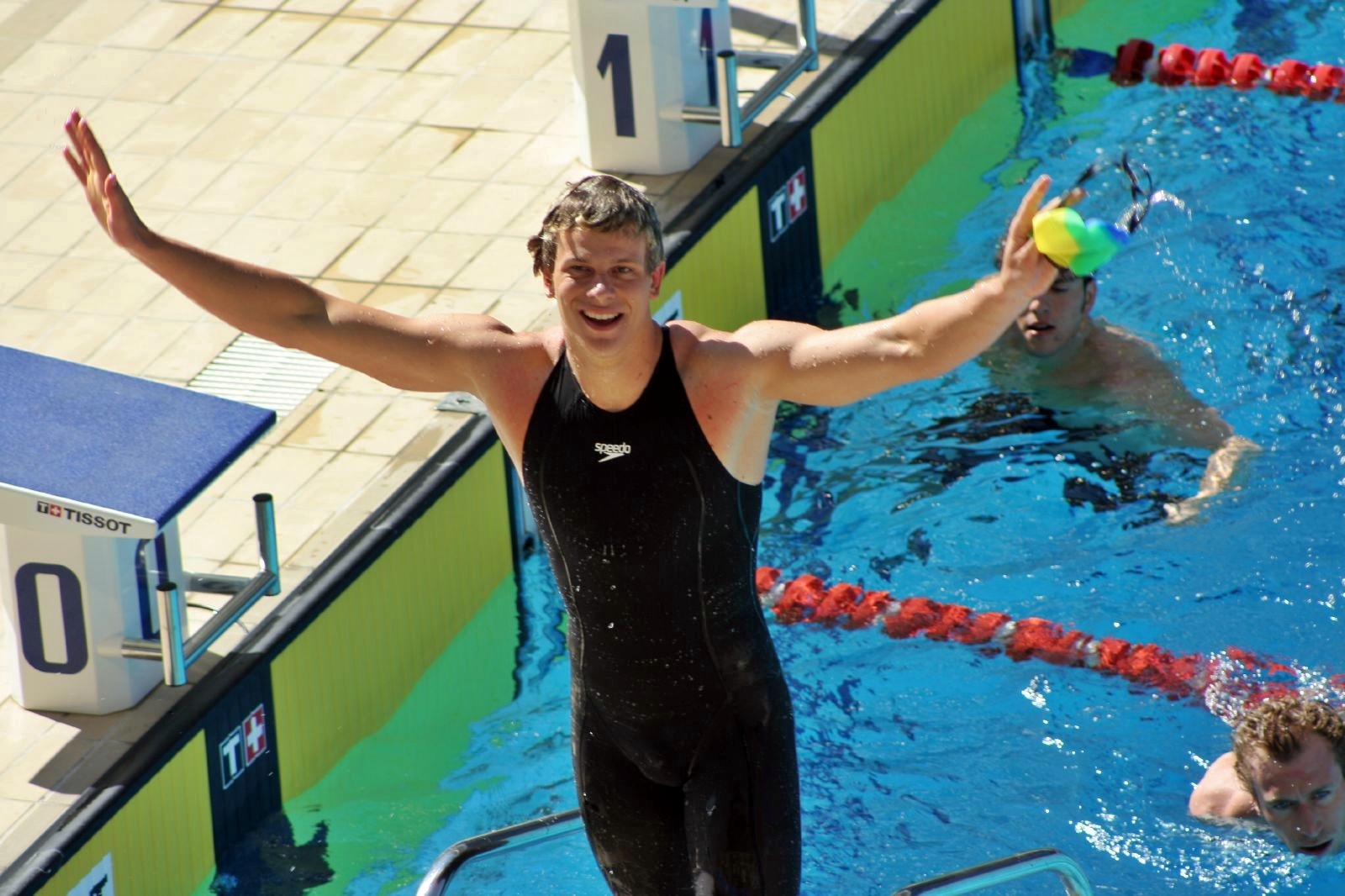
Cielo aux Jeux panaméricains de 2007.

#### En grand bassin
| Édition        | Épreuve         | Épreuve          | Épreuve            | Épreuve              | Épreuve                |
| Édition        | 50 m nage libre | 100 m nage libre | 50 m nage papillon | 4 × 100 m nage libre | 4 × 100 m quatre nages |
| Melbourne 2007 | 6e 22 s 12      | 4e 48 s 51       |                    | 8e 3 min 17 s 3      | 9e des séries          |
| Rome 2009      | Or 21 s 08      | Or 46 s 91 (RM)  |                    | 4e 3 min 10 s 80     | 4e 3 min 29 s 16       |
| Shanghai 2011  | Or 21 s 52      | 4e 48 s 01       | Or 23 s 10         |                      |                        |
| Barcelone 2013 | Or 21 s 32      |                  | Or 23 s 01         |                      |                        |
| Kazan 2015     |                 |                  | 6e 23 s 21         |                      |                        |
| Budapest 2017  | 8e 21 s 83      |                  |                    | Argent 3 min 10 s 34 |                        |

#### En petit bassin
- Championnats du monde 2004 à Indianapolis (États-Unis) :
  -  médaille d'argent du relais 4 × 100 m nage libre.
- Championnats du monde 2010 à Dubaï (Émirats arabes unis) :
  -  médaille d'or du 50 m nage libre.
  -  médaille d'or du 100 m nage libre.
  -  médaille de bronze du relais 4 × 100 m nage libre.
  -  médaille de bronze du relais 4 × 100 m quatre nages.
- Championnats du monde 2014 à Doha (Qatar) :
  -  médaille d'or du 100 m nage libre.
  -  médaille d'or du relais 4 × 50 m 4 nages.
  -  médaille d'or du relais 4 × 100 m 4 nages.
  -  médaille de bronze du 50 m nage libre.
  -  médaille de bronze du relais 4 × 50 m libre mixte.
- Championnats du monde 2018 à Hangzhou (Chine) :
  -  médaille de bronze du relais 4 × 100 m nage libre.
  -  médaille de bronze du relais 4 × 50 m 4 nages.

### Jeux Panaméricains
- Jeux Panaméricains 2007 à Rio de Janeiro (Brésil) :
  -  médaille d'or sur le 50 m nage libre.
  -  médaille d'or sur le 100 m nage libre.
  -  médaille d'or sur le relais 4 × 100 m nage libre.
  -  médaille d'argent sur le relais 4 × 100 4 nages.

- Jeux Panaméricains 2011 à Guadalajara (Mexique) :
  -  médaille d'or sur le 50 m nage libre.
  -  médaille d'or sur le 100 m nage libre.
  -  médaille d'or sur le relais 4 × 100 m nage libre.
  -  médaille d'or sur le relais 4 × 100 4 nages.

## Meilleurs temps en nage libre
| Temps   | Distance   | Bassin              | Âge | Record ?                         | Compétition                               | Lieu        | Date        | Année |
| 20 s 91 | 50 mètres  | Bassin de 50 mètres | 22  | Record du monde                  | Championnats du Brésil (f)                | São Paulo   | 18 décembre | 2009  |
| 20 s 51 | 50 mètres  | Bassin de 25 mètres |     | Record des championnats du monde | Championnats du monde en petit bassin (f) | Dubaï       | 17 décembre | 2010  |
| 18 s 47 | 50 yards   |                     | 21  | Record du monde                  | Championnats NCAA (r&f)                   | Federal Way | 27 mars     | 2008  |
| 46 s 91 | 100 mètres | Bassin de 50 mètres | 22  | Record du monde                  | Championnats du monde 2009 (f)            | Rome        | 30 juillet  | 2009  |
| 45 s 74 | 100 mètres | Bassin de 25 mètres |     | Record des championnats du monde | Championnats du monde en petit bassin (f) | Dubaï       | 19 décembre | 2010  |
| 40 s 92 | 100 yards  |                     | 21  | Record du monde                  | Championnats NCAA (f)                     | Federal Way | 29 mars     | 2008  |